# Rijksbeschermd gezicht Slochteren
Gezicht Slochteren is een van rijkswege beschermd dorpsgezicht in Slochteren in de Nederlandse provincie Groningen. De procedure voor aanwijzing werd gestart op 26 november 1987. Het gebied werd op 5 december 1990 definitief aangewezen. Het beschermd gezicht beslaat een oppervlakte van 85,2 hectare.
Panden die binnen een beschermd gezicht vallen krijgen niet automatisch de status van beschermd monument. Wel zal de gemeente het bestemmingsplan aanpassen om nieuwe ontwikkelingen in het gebied te reguleren. De gezichtsbescherming richt zich op de stedenbouwkundige en cultuurhistorische waardering van een gebied en wil het toekomstig functioneren daarvan veiligstellen.